# Thomas Sagittarius
Thomas Sagittarius (* 7. April 1577 in Stendal; † 21. April 1621 in Breslau) war ein deutscher Philologe, philosophischer Logiker und Pädagoge.

## Leben
Sagittarius war der Sohn des gleichnamigen Diakons an der Stendaler St. Marienkirche Thomas Sagittarius (ursprünglich: Schütz; * vor 1555; † 26. Juli 1607; der sich den Gelehrtennamen lateinisch Sagittarius ‚Schütze‘ zugelegt hatte) und dessen erster Frau Gertraud Melliß. Er war somit ein Halbbruder des Pädagogen und Theologen Caspar Sagittarius (1597–1667). Im Sommersemester 1594 immatrikulierte er sich an der Universität Jena, wo er zunächst philosophische Studien betrieb. Am 3. Februar 1597 erwarb er den akademischen Grad eines Magisters der Philosophie, erhielt am 15. Juli 1600 von Nikolaus von Reusner die Dichterkrone und promovierte am 3. August 1599 zum Doktor der Rechte. Nachdem er sich am Vorlesebetrieb der Jenaer Hochschule beteiligt hatte, erhielt er am 2. Oktober 1602 eine Stelle als Adjunkt der philosophischen Fakultät an der Universität Frankfurt.
Am 24. Juli 1605 wurde Sagittarius Professor der griechischen Sprache und Literatur an der Jenaer Hochschule, wo er seine Antrittsrede De dicto, et Christo et Musis Studiosus militat omnis hielt. 1610 übernahm er die Professur für Logik und Metaphysik in Jena. In seiner Eigenschaft als Jenaer Hochschullehrer beteiligte er sich auch an den organisatorischen Aufgaben der Hochschule. So war er einige Male Dekan der philosophischen Fakultät und im Sommersemester 1613 Rektor der Alma Mater. Lehrstreitigkeiten mit den Anhängern von Wolfgang Ratke sollen ihn dazu bewogen haben, seine Jenaer Dienststellung niederzulegen. Er zog nach Breslau, wo er am 8. September 1616 die Stelle des Rektors am Elisabethgymnasium übernahm und damit verbunden Inspektor der übrigen Schulen in Breslau wurde. Hier erarbeitete er 1617 eine neue Schulordnung. Nach längerer Krankheit verstarb er.

## Familie
Sagittarius heiratete am 11. November 1604 Magdalena Cather (* 23. April 1580 in Halle (Saale); † 25. Juni 1623 in Jena), die Tochter des Hallenser Pfänners Andreas Cather und dessen Frau Anna Naeve, der Tochter des kurfürstlich sächsischen Leibarztes Johann Caspar Naeve. Aus der Ehe stammen Kinder.
- Maria Magdalena Sagittarius (* 10. Dezember 1606 in Jena; † 7. April 1640 in Isserstedt) ⚭ am 26. September 1625 in Jena den Pastor in Lehnstedt und später Isserstedt Johann Andreas Major (* 30. November 1595; † 4. Januar 1654 in Isserstedt), den Sohn des Jenaer Theologen Johannes Major.
- Johann Christfried Sagittarius (1617–1689)
  - Paul Martin Sagittarius (1645–1694)
- Johann Friedrich Sagittarius
- Johann Gottfried Sagittarius
- Thomas Andreas Sagittarius

## Veröffentlichungen (Auswahl)
- Exercitationum physicarum agōnisma quintum, de mundo. Jena 1599 (digitale-sammlungen.de).
- Exercitationum physicarum agōnisma decimum de corporibus metallicis seu mineralibus, quod theu geigagōguntos. Jena 1599 (uni-leipzig.de).
- Disputationes duae politicae de conversatione civili privata et publica. Jena 1600, (digitale-sammlungen.de).
- De Eucharistia Seu Gratitudine. Jena 1601 (uni-jena.de).
- Diatriba Politica Gemina: Prior De Conversatione Civili, privata & publica. Frankfurt 1603 (uni-halle.de).
- Disputationes politicae extraordinariae … : quibus accessit ejusdem autoris consilium quomodo loci communes in studiis cojuscunque generis sint constituendi & colligendi. Jena 1605 (digitale-sammlungen.de).
- Threnologia I. De tristissimo, beatissimo tamen, obitu & abitu, Illustrissimi et celsissimi Principis ac  Domini Dn. Friderici Wilhelmi Ducis Saxoniae, Landgravii Thuringiae, Marchionis Misniae, Proëlectoris quondam laudatissimae memoriae, Anno M.DC. II. VII. Iulii in coeleste … evocati Jenae. Jena 1606 (uni-halle.de).
- Threnologia II. De tristissimo, beatissimo tamen, obitu & abitu, Illustrissimi et celsissimi Principis ac  Domini Dn. Friderici Wilhelmi Ducis Saxoniae, Landgravii Thuringiae, Marchionis Misniae, Proëlectoris quondam laudatissimae memoriae, Anno M.DC. II. VII. Iulii in coeleste … evocati Jenae. Altenburg 1606 (uni-halle.de).
- Seu Exercitationes Ethicae: Certa methodo … conformatae … & in inclyta & celeberrima Academia Ienensi Disputatae & Ventilatae, discussae & excußae. Frankfurt 1607 (diglib.hab.de).
- Christus natus, seu carmen heroicum de nativitate Christi Salvatoris, Dei et Mariae Semper-Virginis filii. Jena 1608 (digitale-sammlungen.de).
- De Curia octava. Jena 1610 (digitale-sammlungen.de).
- De Vino. Jena 1611 (digitale-sammlungen.de).
- Axiomatum Imprimis Logicorum & Metaphysicorum Ex Jul. Caesaris Scaligeri Exercitationibus Exotericis Depromptorum Disputatio II Inqua. Jena 1612 (digitale-sammlungen.de).
- Exercitatio Physica-Metaphysica De Abstrusissima Et Difficilima Qvaestione, Qvifiat Qvod Multi Abhorrent Ab Esu Casei. Jena 1613 (digitale-sammlungen.de).
- De Thorace, Seu Medio Ventre. Jena 1614 (uni-goettingen.de).
- Oratio De Privilegiis Magistrorum. Jena 1615 (uni-jena.de).
- Disputatio Philosophica I. De Deo, Qvoad Essentiam considerando. Breslau 1616 (digital.slub-dresden.de).
- Disputatio physica II. de cerevisia. Breslau 1617 (digital.slub-dresden.de).
- Disp. inaug. de iure et privilegiis comitum Palatinorum Caesareorum. Jena 1619 (digitale-sammlungen.de), 1620 (digitale-sammlungen.de).
- Axiomatum logicorum centuriae VI. Jena 1621 (digitale-sammlungen.de).